# Riccardo Drigo
Riccardo Eugenio Drigo (rus. Риккардо Эудженьо Дриго), italijanski skladatelj, dirigent in pianist, * 30. junij 1846, Padova, Italija, † 1. oktober 1930, Padova, Italija.
Drigo je danes najbolj poznan po svojem delu in bivanju v Rusiji, in sicer je v Kirovskem baletu krstil nekaj pomebnih baletnih stvaritev. Na novo je revidiral glasbo tudi nekaterim znanim baletnim delom (npr. prva verzija Silfida in Labodje jezero).

## Življenje
Glasbo je študiral na beneškem konservatoriju pri Antoniu Buzzolli, študentu Gaetana Donizettija.
Po končanem študiju je deloval kot operni dirigent v več italijanskih gledališčih. Leta 1878 se je odzval ponudbi in odšel v Sankt Petersburg, kjer je z vmesnimi vračanji v Italijo ostal skoraj 40 let. V tem času je sodeloval s številnimi pomembnimi osebami iz gledališkega sveta (koreografom Petipajem, skladateljema Čajkovskim in Glazunovim, basistom Šaljapinom idr.) 
Leta 1920 se je vrnil v Italijo, kjer je v rojstnem kraju prevzel mesto dirigenta.

## Dela

### Opere (izbor)
- Don Pedro Portugalski (1868)
- La moglie rapita (1884)

### Baleti (izbor)
- La Forêt enchantée (1887)
- Le Talisman (1889)
- Čarobna piščal (1889)
- Harlequinade (1900)